# Selliguea trisecta
Selliguea trisecta là một loài thực vật có mạch trong họ Polypodiaceae. Loài này được (Baker) Fraser-Jenk. mô tả khoa học đầu tiên năm 2008.